# 亞歷山大·紹爾茨
亞歷山大·紹爾茨（丹麥語：Alexander Scholz；1992年10月24日—）是一位丹麥足球運動員。在場上的位置是後衛。他現在效力於日本甲組職業足球聯賽球队浦和紅鑽。他也代表丹麥U21國家隊參賽。

## 外部連結
- Alexander Scholz （页面存档备份，存于） at Footballdatabase
- Alexander Scholz （页面存档备份，存于） at Soccerway
- （丹麥語） Alexander Scholz （页面存档备份，存于） at DBU
- （丹麥語） Alexander Scholz （页面存档备份，存于） af FCM